# باتريك ماكلين
باتريك ماكلين (بالإنجليزية: Patrick McLain)‏ (28 أغسطس 1988 بيو كلير في الولايات المتحدة - ) هو لاعب كرة قدم أمريكي في مركز حراسة المرمى. لعب مع شيكاغو فاير ونادي شيفاز يو إس أي ونادي سانت لويس وCapital FC ‏ وOrange County SC ‏ ونادي ساكارامينتو ريببلك وOrange County Blue Star ‏.

## روابط خارجية
- باتريك ماكلين على موقع الدوري الأمريكي (الإنجليزية)
- باتريك ماكلين على موقع قاعدة بيانات كرة القدم.إي يو (الإنجليزية)
- باتريك ماكلين على موقع AS.com (الإسبانية)